# Dalbergia melanoxylon
La granadilla africana (Dalbergia melanoxylon) és una espècie emparentada amb la granadilla vermella (Dalbergia glomerata) i que, igual que aquesta, és una lleguminosa arbòria pertanyent a la família de les fabàcies.
És un arbre de mitjana alçària que aconsegueix 4 a 15 m d'altura, amb ritidoma (escorça) de color grisós, espinós; caducifoli en l'estació seca, amb fulles alternes, de 6 a 22 cm de longitud, pinnades, amb 6 a 9 folíols alterns. Les flors són blanques, disposades en densos raïms. El fruit és un llegum de 3 a 7 cm de longitud, amb una o dues llavors.
Es troba a Àfrica (Angola, Congo, Kenya, Moçambic, Tanzània, el Senegal, Etiòpia, el Sudan, Uganda, Zàmbia, Sud-àfrica, Botswana, Costa d'Ivori, Txad, Nigèria, Zimbàbue, etc.).
La seva fusta té propietats especialment convenients per a la fabricació de peces en les quals s'exigeix una gran duresa i durabilitat com l'adient per a la fabricació de mànecs de coberts i de cargols per a emboetat o per la manufactura d'instruments musicals.
Presenta una coloració molt fosca, gairebé negra, és mitjanament nerviosa i d'una gran duresa i densitat (aproximadament 1,2 g/cm³), així com una difícil mecanització. És difícil de serrar, però es torneja molt bé i permet un acabat i polit excel·lent. Pot provocar al·lèrgies i malalties professionals.
En els instruments elementals de percussió, com les castanyoles, proporciona una riquesa de timbre molt característica. S'usa, a més per a la fabricació d'instruments de vent, com l'oboe, la flauta, la cornamusa o el clarinet, ja que la seva permeabilitat a l'aigua és pràcticament nul·la (per la qual cosa és insensible a la natural salivació que es produeix en la interpretació de les peces musicals) i presenta baixa dilatació per canvis d'humitat. Una vegada seca és tan duradora com alguns plàstics.